# Dainese
Dainese est une entreprise et une marque italienne, fondée en 1972 par Lino Dainese. Spécialisée initialement dans l'équipement du motard, vêtements protecteurs et équipements de sécurité notamment, elle s'est ouverte progressivement à d'autres marchés tels que le ski et le vélo tout terrain. Son siège principal se situe à Molvena, en Italie, il comporte la direction, la division « Recherche & Développement » et la production. D'autres services sont situés à Vicence. Dainese sponsorise notamment le pilote professionnel Valentino Rossi.

## Historique
Dainese fut fondée en 1972 par Lino Dainese avec la production de pantalons en cuir pour le motocross. La marque expérimente la combinaison en cuir avec des protections intégrées que le pilote Freddie Spencer a testées involontairement à la suite d'une chute qui aurait pu être très grave. Le système de bosse derrière la nuque est ajouté aux protections existantes pour freiner le recul du casque et pour servir de coussinet amortisseur en cas d'impact dans cette zone, là où la protection dorsale, pour des motifs fonctionnels, ne peut pas arriver.
À la fin des années 1980, la gamme de produits s'est élargie avec les gants, les bottes et les casques en ayant pour objectif la vente directe aux magasins des principaux pays européens sans l'intermédiaire d'importateurs.
Les années 1990 voient l'exportation des protections du monde de la motocyclette à celui des sports dynamiques tels que le VTT et le ski. La société a comme sujets de recherche la protection par airbag (D-AIR),,,,

et l'amélioration du confort au moyen d'une combinaison spéciale munie de capteurs pour mesurer ses paramètres de température et d'humidité (PROCOM).
Au début de XXIe siècle, la société, en pôle position dans les études sur la sécurité des deux-roues est à la première place européenne sur le marché de la protection du motard,. 
Pour rappeler à la fois son passé et ses évolutions, elle organise en Italie, depuis quelques années, le Dainese Italian Legendary Tour avec la participation de champions motocyclistes tels que Giacomo Agostini, Marco Lucchinelli, Carl Fogarty ou encore Marco Simoncelli.

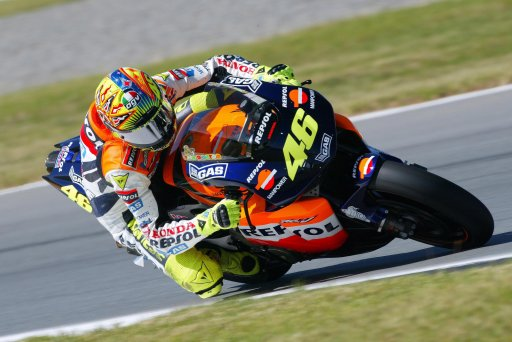
Valentino Rossi avec une combinaison Dainese.

En 2009, Dainese s’est associé au Massachusetts Institute of Technology (MIT) pour concevoir et fabriquer une combinaison d'astronaute en vue d'un voyage vers Mars.
En sus des pratiquants de VTT et des skieurs, elle développe de nouveaux produits pour les marchés de l'équitation et du cross-country par exemple, et à d'autres activités, camion, autobus, blindés militaires, entretien de plateformes pétrolières, etc..